# Adegboyega Folaranmi Adedoyin
Adegboyega Folaranmi Adedoyin (* 11. September 1922 in Shagamu, Nigeria; † 31. Januar 2014 in Abeokuta, Nigeria) war ein nigerianischer Weitspringer.

## Werdegang
Adegboyega Folaranmi Adedoyin wurde 1922 als Sohn eines Häuptlings des Stammes der Ijebu im nigerianischen Bundesstaat Ogun geboren. 1939 reiste er in das Vereinigte Königreich und begann ein Medizinstudium an der Queen’s University Belfast. 1942 machte er seinen Abschluss und kehrte in sein Heimatland, das zu dieser Zeit eine britische Kolonie war, zurück. Adedoyin praktizierte hier in Obstetrik und Gynäkologie.

## Karriere als Sportler
Als Sportler wandte sich Adedoyin der Leichtathletik zu und begann Hoch- und Weitsprung zu trainieren. 1947 konnte er die britischen Meisterschaften im Hochsprung mit 1,93 m gewinnen.
Für die Olympischen Spiele 1948 in London wurde Adedoyin in die Mannschaft des Vereinigten Königreiches nominiert. Nigeria war zu dieser Zeit Kolonie und hatte kein eigenes NOK. Adedoyin wurde für den Hochsprung und den Weitsprung gemeldet. Am 30. Juli begann der Hochsprung-Wettbewerb mit einer Qualifikationsrunde am Vormittag. Gefordert waren 1,87 m, die Adedoyin schaffte und somit ins Finale am Nachmittag einzog. Hier erreichte er mit 1,90 m Rang 12. Am folgenden Tag fand der Weitsprung-Wettbewerb statt. Auch hier gab es am Vormittag eine Qualifikationsrunde, bei der eine Weite von 7,20 m gefordert war. Adedoyin schaffte zwar nur 7,13 m, zog jedoch als einer der Lucky Loser ins Finale ein. Hier erreichte er mit 7,27 m Platz 5 und war damit der beste Europäer hinter drei US-Amerikanern und einem Australier. Adedoyin war damit der erste nigerianische Athlet, der ein olympisches Finale erreichte.
Adedoyin gewann in der Folgezeit weitere Wettbewerbe in beiden Disziplinen bei Universitätswettkämpfen im Vereinigten Königreich.

## Bestleistungen
Adedoyins Bestleistung im Hochsprung lag bei 1,97 m, die er 1949 erzielte. Im Weitsprung schaffte er 7,35 m im Jahr 1947.

## Späterer Lebenslauf
Später kehrte Adedoyin nach Nigeria zurück und praktizierte dort weiter als Frauenarzt. 2012 wurde er von der Regierung des Bundesstaates Ogun für seine Verdienste als Sportler geehrt.